# Силинь (Байсэ)
Сили́нь (кит. упр. 西林, пиньинь Xīlín) — уезд городского округа Байсэ Гуанси-Чжуанского автономного района (КНР).

## История
Уезд с названием «Силинь» был образован ещё во времена империи Цин в 1665 году.
В 1935 году часть земель уезда Силинь была передана в состав нового уезда Тяньси.
После вхождения этих мест в состав КНР в конце 1949 года был образован Специальный район Байсэ (百色专区), и уезд вошёл в его состав. В декабре 1952 года в провинции Гуанси был создан Гуйси-Чжуанский автономный район (桂西壮族自治区), и Специальный район Байсэ вошёл в его состав, при этом уезд Силинь был расформирован: его восточная часть была объединена с уездом Тяньси в уезд Тяньлинь, а западная часть была объединена с уездом Силун в Лунлиньский многонациональный автономный район (隆林各族自治区) уездного уровня. В 1955 году Лунлиньский многонациональный автономный район был переименован в Лунлиньский многонациональный автономный уезд. В 1956 году Гуйси-Чжуанский автономный район был переименован в Гуйси-Чжуанский автономный округ (桂西僮族自治州). В 1958 году автономный округ был упразднён, а вся провинция Гуанси была преобразована в Гуанси-Чжуанский автономный район.
В 1963 году южная часть Лунлиньского многонационального автономного уезда была выделена в отдельный уезд, вновь получивший название «Силинь».
В 1971 году Специальный район Байсэ был переименован в Округ Байсэ (百色地区).
Постановлением Госсовета КНР от 2 июня 2002 года округ Байсэ был преобразован в городской округ.

## Административное деление
Уезд делится на 3 посёлка, 2 волости и 3 национальные волости.